# Honda VT 125
Honda VT 125 C Shadow – największy cruiser Hondy w segmencie motocykli do 125cm³, produkowany w latach 1999 - 2000 w fabryce Kumamoto w Japonii (wersja JC29 X-Y) oraz w latach 2001 - 2008 w europejskiej fabryce Montesa Honda S.A. w Hiszpanii (wersja JC31 1-6).
Honda VT 125 C Shadow jest wyposażona w silnik o pojemności 124cm³, rozwijający moc 11kW (15KM). Stosunek mocy do masy własnej motocykla nie przekracza 0,1 kW/kg, dzięki czemu można nią kierować w Polsce posiadając kategorię prawa jazdy A1 lub kategorię B od co najmniej 3 lat.

## Jednostka napędowa
Specjalnie na potrzeby nowego projektu opracowano od podstaw widlasty, dwucylindrowy silnik o pojemności 124cm³. Priorytetem dla projektantów nowej jednostki napędowej był zewnętrzny wygląd silnika, mający nawiązywać do klasycznych modeli "American Custom" oraz charakterystyczny dla tego segmentu motocykli dźwięk.
Jednostka napędowa Hondy VT 125 jest chłodzona cieczą. Mieszankę paliwowo-powietrzną dostarczają do silnika dwa 22-milimetrowe gaźniki, które od roku 2004 wyposażono w system ogrzewania, zapobiegający zamarzaniu skroplonej pary wodnej podczas eksploatacji motocykla w warunkach zimowych. Poza tym w silniku nie wprowadzono żadnych istotnych zmian na przestrzeni całego okresu produkcyjnego.
Fakt zaadaptowania przez Hondę silnika z modelu Shadow VT125 do popularnego modelu XL125V Varadero, produkowanego od 2001 roku, przyczynił się do uproszczenia procedur serwisowych oraz ułatwienia dostępu do części zamiennych.   

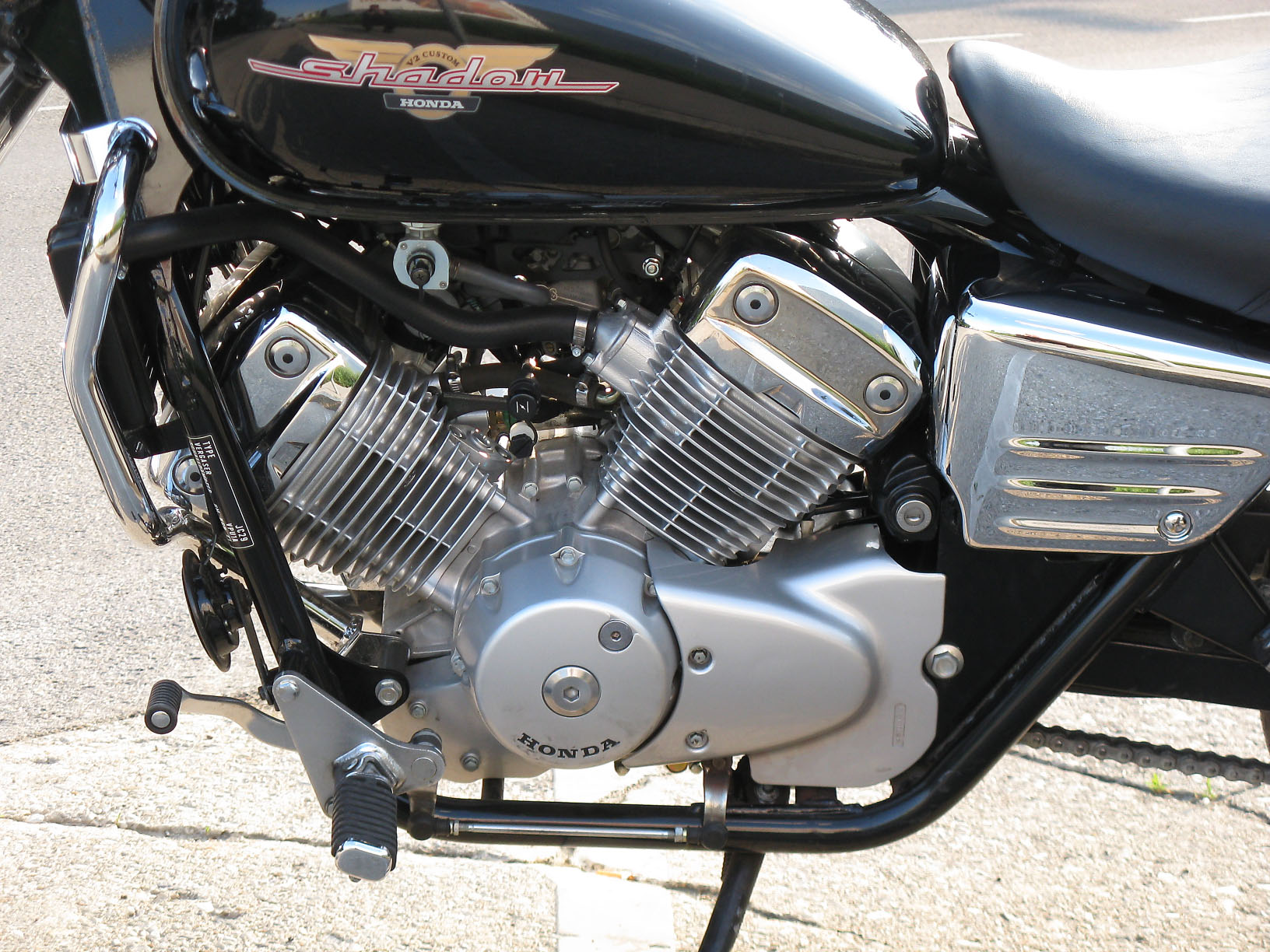
Silnik motocykla Honda VT 125C Shadow

## Historia i wersje produkcyjne
W odpowiedzi na dynamiczny wzrost popularności motocykli klasy 125cm³ w Europie w drugiej połowie lat 90. XX w., projektanci Hondy opracowali koncepcję umieszczenia silnika o pojemności do 125cm³ w dużym motocyklu segmentu "American Classic Edition", do którego należały wcześniejsze modele Hondy Shadow, m.in. popularne VT600C, VT750C oraz VT1100C3. Modele te stanowiły doskonałą bazę do budowy nowego motocykla, który wszedł do produkcji seryjnej w 1999 roku.
W roku 2006 Honda zdecydowała się zakończyć produkcję modelu VT 125 C Shadow, w związku z zaostrzeniem standardów emisji spalin przez Unię Europejską od roku 2007. Motocykle późnej serii produkcyjnej, posiadające w dokumentach rejestracyjnych datę produkcji ustaloną po roku 2006, stanowią egzemplarze poprodukcyjne, pochodzące z zapasów producenta lub poszczególnych salonów sprzedaży.
Po przeprojektowaniu bliźniaczego silnika w modelu XL125V Varadero na zasilanie wtryskiem, Honda kontynuowała jego produkcję w latach 2007- 2011.

### JC29 X-Y

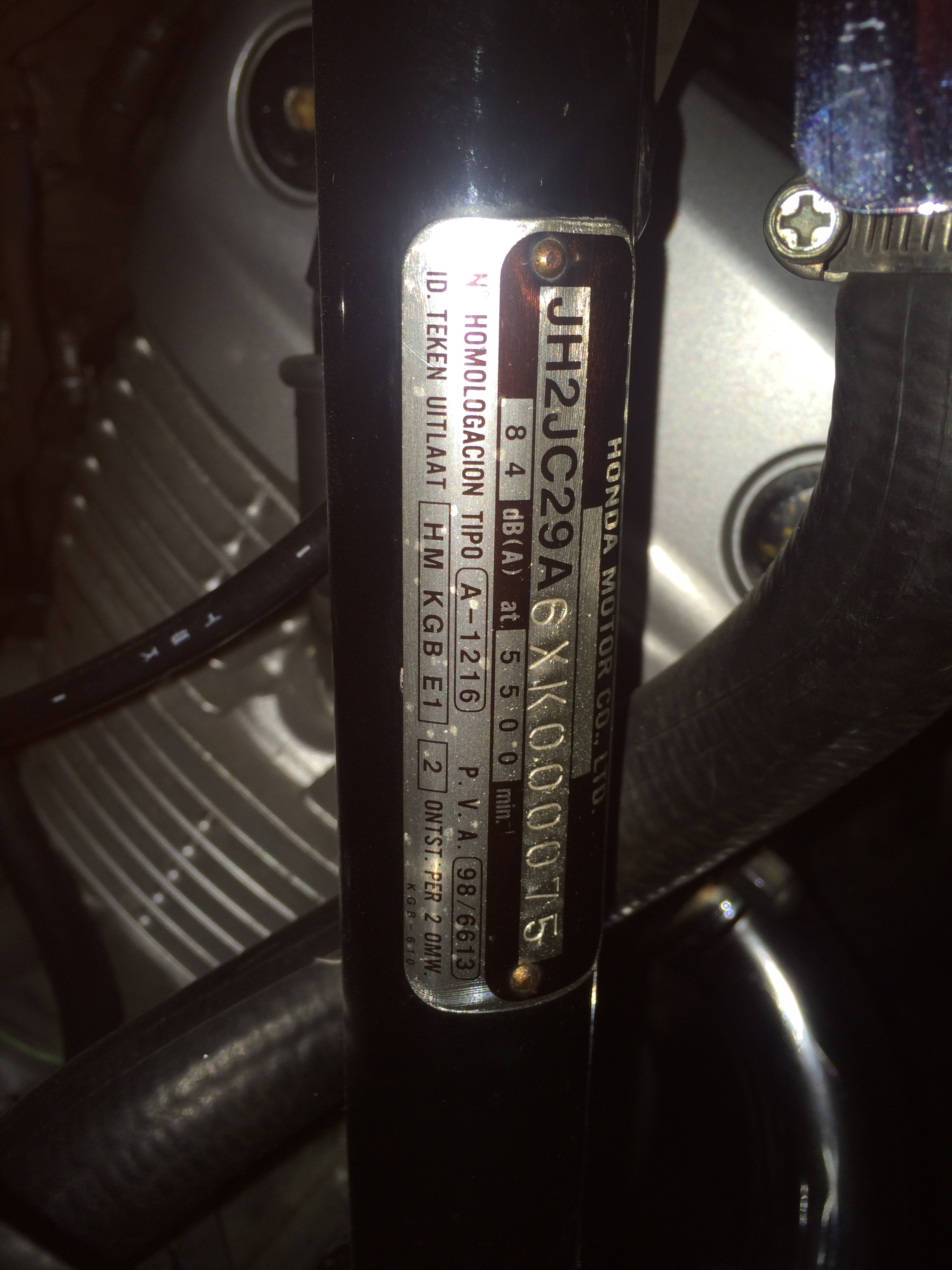
Tabliczka z numerem VIN jednego z pierwszych egzemplarzy VT125C, wyprodukowanego w marcu 1999 r. w fabryce Kumamoto w Japonii

Motocykl VT 125 C Shadow był produkowany przez Hondę w fabryce Kumamoto w Japonii oraz w europejskiej fabryce Hondy Montesa w Hiszpanii. Wczesna wersja produkcyjna z lat 1999-2000 była montowana w fabryce Kumamoto. 17-cyfrowy numer VIN tych egzemplarzy motocykla rozpoczyna się od znaków "JH2" (Honda Motorcycle, Manufactured in Japan), po których występuje właściwe oznaczenie wersji "JC29". Dziesiąty znak numeru VIN oznacza rok produkcji motocykla, odpowiednio "X" - rok 1999 oraz "Y" - rok 2000. Identyfikatorem fabryki jest jedenasty symbol "K", oznaczający fabrykę Kumamoto.

### JC31 1-6
Począwszy od roku 2001 produkcja Hondy VT 125 C została przeniesiona do Europy, do Hiszpańskiej fabryki koncernu Montesa. Egzemplarze te posiadają numer VIN rozpoczynający się od znaków "VTM" (Honda Motorcycle, Manufactured in Spain) oraz oznaczenie wersji "JC31". Dzięsiąty symbol numeru VIN zawiera cyfrę od 1 do 6, oznaczającą rok produkcji motocykla: "1" - 2001, "6" - 2006. Podobnie jak w przypadku wersji JC29, jedenasty znak zawiera symbol kodowy fabryki: "E" - Montesa Honda S.A..

### JC29A / JC29B
W związku z obowiązującymi w Niemczech przepisami, ograniczającymi prędkość lekkich motocykli dla posiadaczy kategorii A1 do 80 km/h, Honda przygotowała na rynek niemiecki dodatkową wersję VT125C Shadow, spełniającą powyższy wymóg poprzez zastosowanie restrykcyjnego modułu zapłonowego typu N5BF. Ósmy symbol numeru VIN tych egzemplarzy motocykla stanowiła litera "B", zaś wersję motocykla określono symbolem JC29B. Równolegle sprzedawane były motocykle w wersji JC29A, pozbawione wyżej wymienionego ograniczenia. Egzemplarze te posiadają literę "A" w ósmym polu numeru VIN oraz moduł zapłonowy model N51F, pozwalający na rozwinięcie prędkości maksymalnej 103 km/h.

### VT 125 C2 "Deluxe"

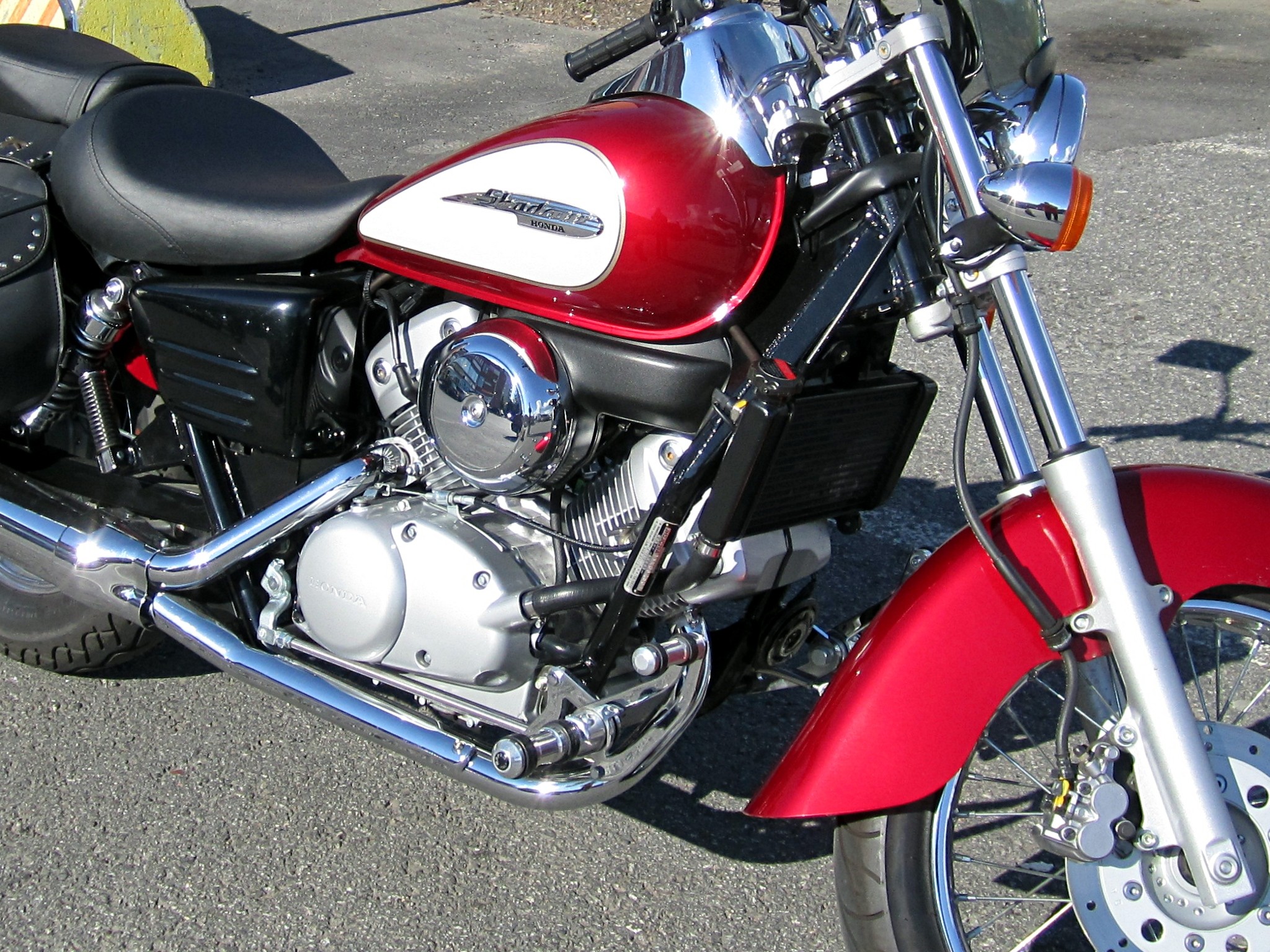
Honda VT125 C2 Shadow z charakterystycznym dla tej wersji dwubarwnym malowaniem zbiornika paliwa

Od początku produkcji standardowa wersja motocykla VT 125 Shadow, oznaczona symbolem "C", była oferowana w 3 podstawowych kolorach: NH-359MR (Mute Black Metallic), NH-398M (Future Gray Metallic) oraz R-101C-U (Candy Glory Red). Rzadziej spotykane są egzemplarze malowane na kolor R-296M (Carnelian Red Metallic), R-231M (Mystery Red Metallic - wyłącznie w wersji "C2") oraz YR-217M (Elegant Beige Metallic - jedynie 860 sztuk, pochodzących z fabryki Montesa). 
W 2000 roku Honda wprowadziła wersję "Deluxe", w odróżnieniu od wersji standardowej oznaczoną symbolem "C2". Egzemplarze te wyróżniało charakterystyczne, dwubarwne malowanie zbiornika paliwa z wykorzystaniem kolorów NH-146M (Accurate Silver Metallic) oraz YR-142M (Pearl Beige Metallic).

### Daelim Daystar 125
Koreańska firma Daelim Motor Company rozpoczęła w 1999 roku równoległą produkcję motocykla na licencji Hondy Shadow VT 125 C pod nazwą Daelim Daystar 125. Wyposażony w jednocylindrowy silnik z wtryskiem paliwa, który spełnia współczesne standardy europejskie w zakresie czystości spalin, model ten jest produkowany do dziś.